# Attentato di Al Kuwait del 2015
L'attentato di Al Kuwait del 2015 è stato un attacco terroristico sferrato il 26 giugno in una moschea sciita della capitale del Kuwait, in occasione della preghiera del venerdì durante il mese sacro del Ramadan. Lo Stato Islamico ha rivendicato l'attacco. Ventisette persone sono state uccise e 227 persone sono rimaste ferite. Ventinove sospetti sono stati portati in tribunale e la maggior di loro sono stati giudicati colpevoli. L'attentato è avvenuto nello stesso giorno di altri tre attentati in Francia, in Tunisia, e in Somalia.

## Esplosione
Almeno otto persone sono state immediatamente uccise nell'esplosione, che ha pesantemente danneggiato parti dell'edificio. Un testimone ha detto che l'attentatore è entrato nell'ultima fila tra i fedeli e ha fatto esplodere il suo dispositivo.

## Vittime
Ventisette persone di varie nazionalità sono state uccise:
| Nazionalità    | Morti |
| -------------- | ----- |
| Kuwait         | 19    |
| Iran           | 3     |
| India          | 2     |
| Arabia Saudita | 1     |
| Pakistan       | 1     |
| Totale         | 27    |

## Responsabilità
Lo Stato Islamico ha rivendicato l'attacco in un comunicato pubblicato sui social media e ha identificato l'attentatore come Abu Suleiman al-Muwahhid. Il giorno seguente, le autorità kuwaitiane hanno arrestato diverse persone in connessione con gli attacchi.